# Breeder
Breeder è un film del 2020 diretto da Jens Dahl.

## Trama
Una donna d'affari rapisce donne giovani per sottoporle a dei raccapriccianti test per invertire il processo di invecchiamento. Quando Mia comincia ad indagare verrà intrappolata in una struttura medica sotterranea.

## Distribuzione
Il film è stato distribuito nelle sale cinematografiche danesi dal 31 ottobre 2020 mentre in Italia è stato distribuito sulla piattaforma Amazon Prime Video.